# Acer henryi
Acer henryi — вид клена, який був знайдений лише в Китаї (Аньхой, Фуцзянь, Ганьсу, Гуйчжоу, Хенань, Хубей, Хунань, Цзянсу, Шеньсі, Шаньсі, Сичуань, Чжецзян). Зустрічається в змішаних лісах на висотах від 500 до 1500 метрів.

## Опис
Acer henryi — невелике дерево до 10 метрів заввишки, дводомне (себто чоловічі та жіночі квітки знаходяться на окремих деревах). Гілочки стрункі. Листя опадне; листкова ніжка 5–10 мм, запушена; листова пластинка еліптична або видовжено-еліптична, 6–12 × 3–5 см, обидві поверхні запушені, особливо на жилках абаксіально (низ), коли молоді, потім голі лише з пучками волосків у пазухах жилок абаксіально, 3-листочкові, край цільний або віддалено зазубрений верхівка загострена чи клиноподібна. Суцвіття звисає, китицеподібне, до 7 см, запушене. Квітки сидячі чи майже так, жовто-зелені. Чашолистків 4, яйцеподібні, по краю війчасті. Пелюсток 4, білі. Тичинок 4, голі, рудиментарні в маточкових квітках. Горішки опуклі, довгасті, ≈ 1 см; крило з горішком ≈ 25 × 5 мм, крила розгорнуті на 90° або прямо. Квітне у квітні, плодить у вересні.

## Використання
Цей вид використовується в садівництві.

## Галерея

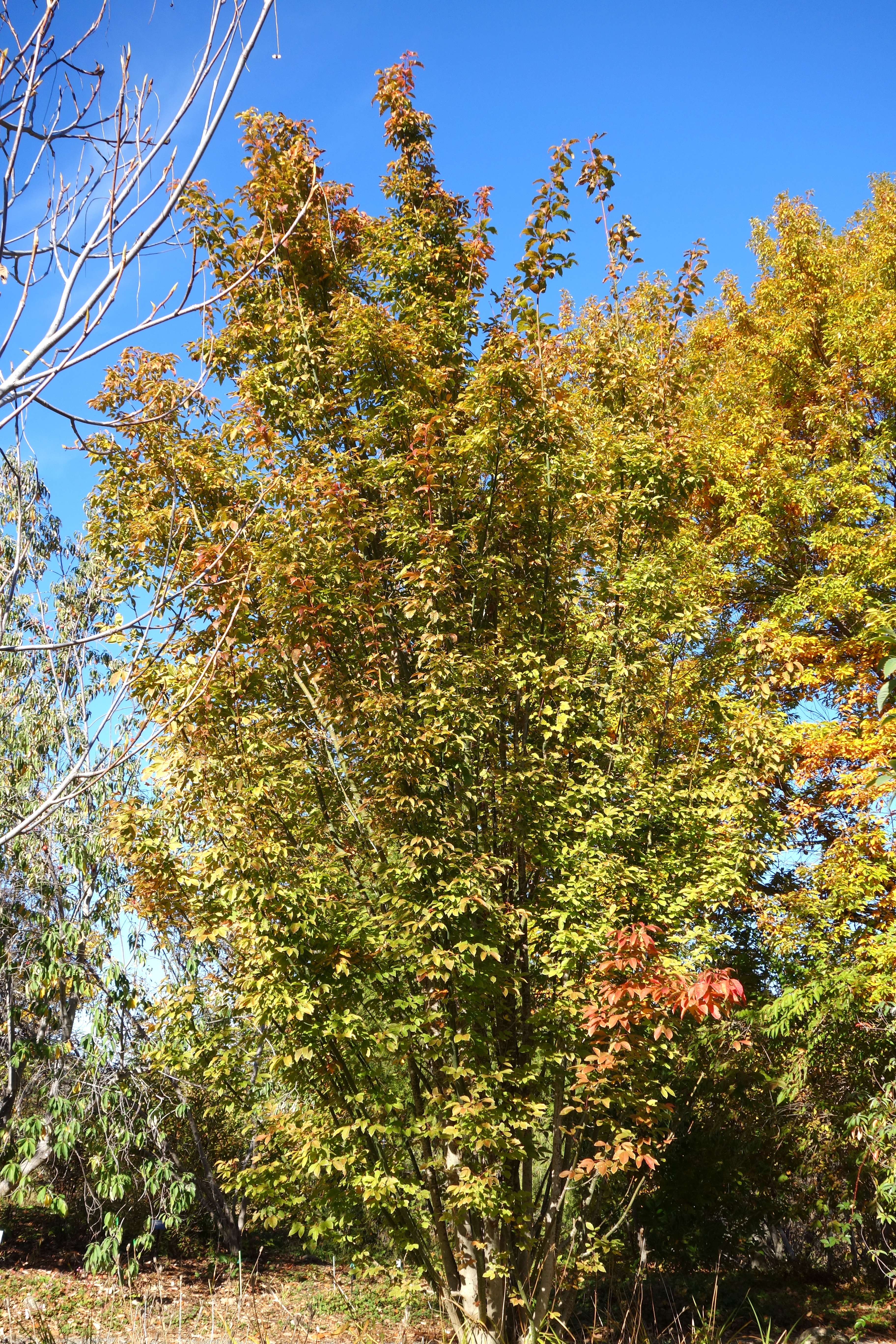
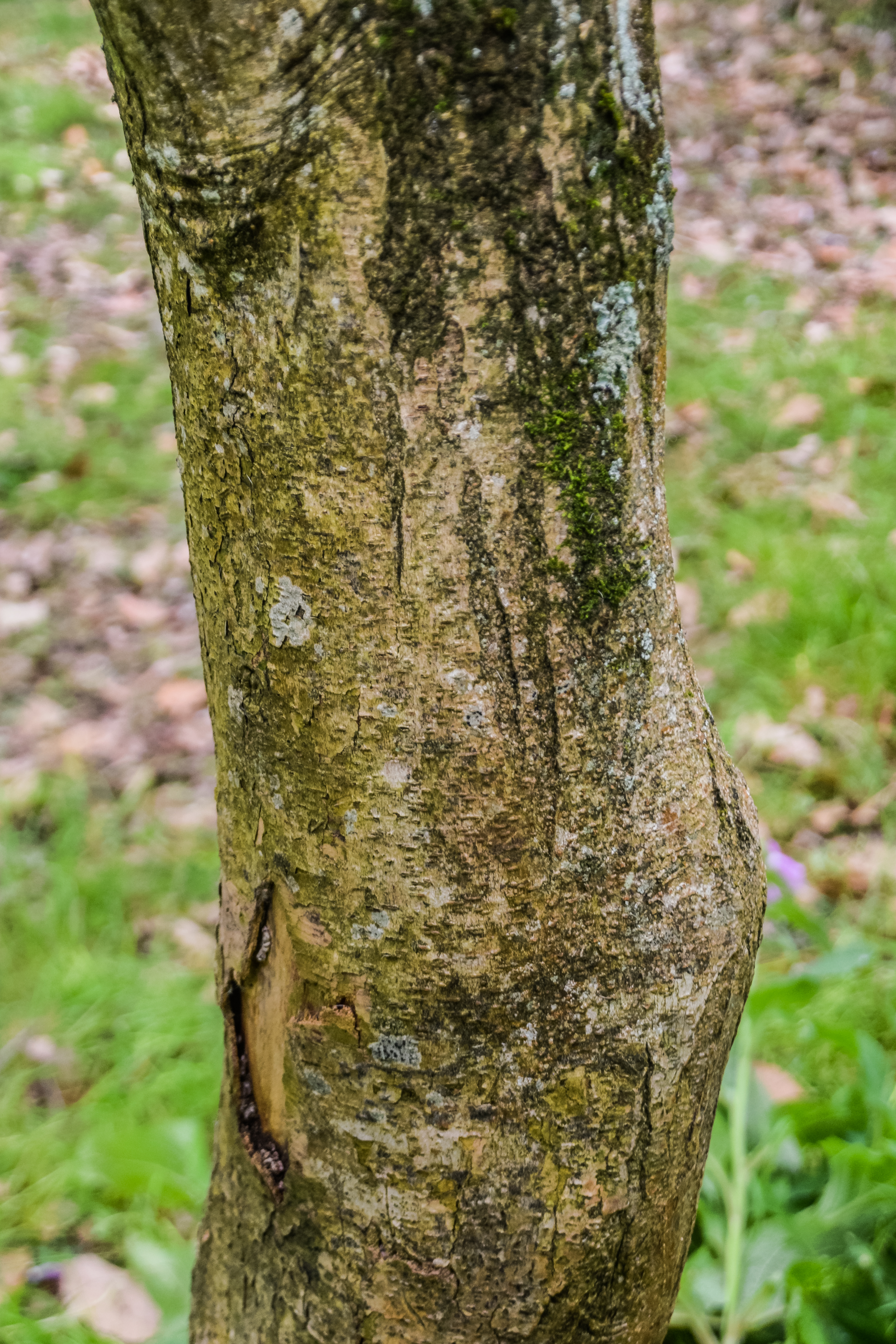
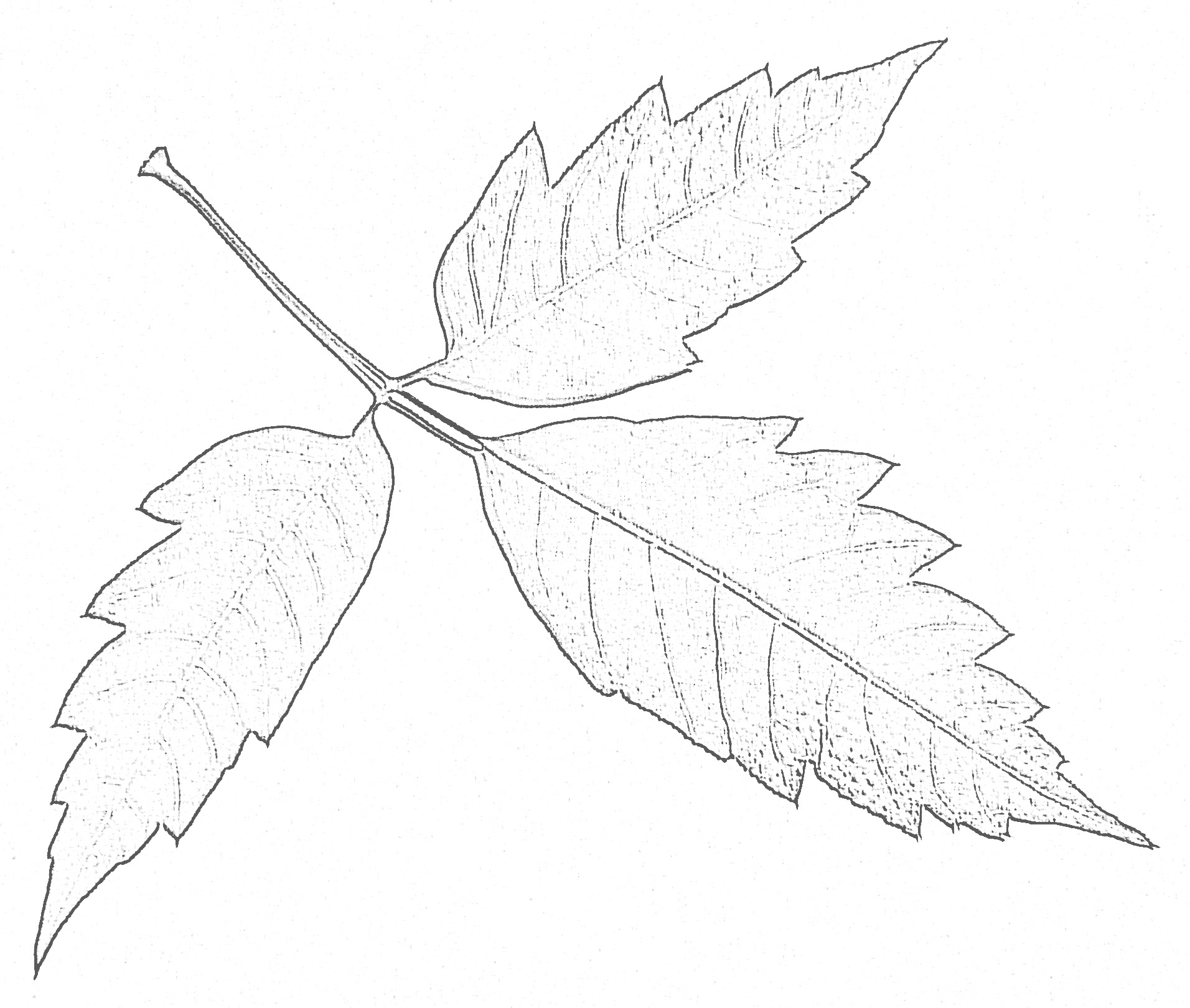